# Isola Przybyszewski
L'isola Przybyszewski è un'isola rocciosa della Terra di Marie Byrd, in Antartide. L'isola, che è completamente ricoperta dai ghiacci e che si estende in direzione est/ovest per circa 22 km, fa parte dell'arcipelago Marshall e, come le altre isole di questo arcipelago, si trova davanti alla costa di Saunders, all'interno della baia di Sulzberger, dove è completamente circondata dai ghiacci della piattaforma glaciale Sulzberger e dove giace subito a sud dell'isola Hutchinson e a est dell'isola Cronenwett.

## Storia
L'isola Przybyszewski, talvolta indicata sulle mappe come "isola Prezbecheski", fu mappata per la prima volta dai cartografi dello United States Geological Survey grazie a fotografie scattate dalla marina militare statunitense (USN) durante ricognizioni aeree effettuate durante la missione del rompighiaccio USS Glacier lungo questa costa nel 1962, e così battezzata dal comitato consultivo dei nomi antartici in onore del tenente della riserva navale statunitense V. A. Przybyszewski, che, il 26 gennaio 1962, avvistò per la prima volta l'isola dall'elicottero che pilotava e con cui era decollato dal Glacier.